# Сонгцен Гампо
Крал Сонгцен Гампо (на тибетски: སྲོང་བཙན་སྒམ་པོ, 569 – 649 или 605 – 649 (?)) е основател Тибетската империя и според традицията е тридесет и трети владетел от своята династия.
Точното време на раждането и възкачването му на трона не са сигурни. Сред тибетските източници има съгласие, че е роден в годината на бика, което значи някоя от следните дати: 557, 569, 581, 583, 605 или 617 г.сл. Хр.

## Детство
Смята се, че е роден в Гяма в областта Малдро североизточно от съвременната Лхаса като син на краля на Ярлунг Намри Сонгцен. В книгата „Държателят на белия лотос“ се казва, че той е еманация на Авалокитешвара подобно на Далай Лама.

## Семейство
Сонгцен Гампо е интронизиран още малък като тридесет и трети владетел на династията Ярлунг, след като баща му бива отровен около 618 г.  Майката на Сонгцен Гампо, Дрингма Того е от клана Цепонг, който изиграва важна роля в обединението на Тибет. Възкачването му на трона на тринадесет (или дванадесет според западния начин на изчисляване) е в съгласие с традицията на кралете на династията Ярлунг, според която на тринадесет младежът е „готов да язди кон и да управлява кралство“.
Наследникът на Сонгцен Гампо, синът му Гунцонг Гунцен умира преди своя баща и поради това следващ на трона е неговият внук Мангсонг Мангцен. Някои считат, че негова майка е китайската принцеса Мунчанг Кончо, което общо взето е малко вероятно. Най-вероятно негова майка е Мангмодже Трикар, спомената в „Генеалогия“, намерена в „скритата библиотека“ в пещерите в Дунхуан. Там се съдържа списък на тибетските императори и тези от съпругите им, които са родили бъдещите императори, а също и клановете, от които те произхождат.

## Културна дейност
Сонгцен Гампо изпраща своя министър Тхонми Самбхота в Индия за да се образова и да създаде писменост за тибетския език и това довежда до създаването на първите тибетски литературни произведения и преводи, съдебни документи и конституция.  Кралят също така премества столицата на новообединеното си кралство от долината Ярлунг в Лхаса. 

## Въвеждане на Будизма
Крал Сонгцен Гампо е почитан като първият, който въвежда тибетците в Будизма и построява множоство храмове, в това число и Джокханг в основаната от самия него столица Лхаса.  При неговото управление започва превеждането на Будистки текстове от санскрит на тибетски.  Той е и първият от тримата Дхарма-крале, въвели Будизма в Тибет, наред с Трисонг Децен и Ралпачен.

## Съпругите и семейството на Сонгцен Гампо
Сонгцен Гампо има пет съпруги. Непалската принцеса Бхрикути Деви и китайската принцеса Уенченг – двете отдадени будистки са най-известните, но освен това той се жени и за дъщерите и сестрите на съседните крале. С военни средства и дипломация той разширява своите владения.
Според някои обяснения когато Гунсронг Гунцен става на тринадесет (или дванадесет според западния начин на определяне на възраст) поема властта, докато неговият баща се оттегля от трона и в течение на пет години. Вероятно това е период, когато Сонгцен Гампо работи върху бъдещата конституция. На осемнадесет годишна възраст Гунсронг Гунцен умира и баща му отново се възкачва на трона.  Вероятно около 650 г. Сонгцен Гампо е наследен от внука си Мангсонг Мангцен.